# Merete Riisager
Merete Riisager Andersen (ur. 1 marca 1976 w Aarhus) – duńska polityk, parlamentarzystka, od 2016 do 2019 minister edukacji.

## Życiorys
Absolwentka pedagogiki na Uniwersytecie Kopenhaskim (2003). Pracowała przez rok na tej uczelni, następnie była konsultantką w IMS Assima. Od 2007 zatrudniona na stanowiskach menedżerskich w PricewaterhouseCoopers i następnie w przedsiębiorstwie Lego. Była działaczką socjalliberalnej partii Det Radikale Venstre, z której przeszła do Sojuszu Liberalnego. W 2011 po raz pierwszy uzyskała mandat posłanki do Folketingetu. Z powodzeniem ubiegała się o reelekcję w wyborach w 2015.
28 listopada 2016 weszła w skład trzeciego rządu Larsa Løkke Rasmussena jako minister edukacji. Urząd ten sprawowała do 27 czerwca 2019.